# 토니 클라크
토니 클라크(Tony Clarke, 1940년 4월 13일 ~ 1971년 8월 28일)는 미국의 배우 겸 싱어송라이터이다.
뉴욕에서 태어났으며 디트로이트에서 사망하였다. 본명은 랠프 토머스 윌리엄스(Ralph Thomas Williams)다.

## 영화
- 블루 골드 (2008년)
- 시티즌 버딕 (2003년)